# Draba maguirei
Draba maguirei là một loài thực vật có hoa trong họ Cải. Loài này được C.L.Hitchc. mô tả khoa học đầu tiên năm 1941.